# Мелиса Питерман
Мелиса Маргарет Питерман (енгл. Melissa Margaret Peterman; Минеаполис, Минесота, САД, 1. јул 1971) је америчка глумица, најпознатија по улози Барбре Џин (енгл. Barbra Jean) у ТВ серији „Риба“.